# Temporada 1992-93 de Los Angeles Clippers
La temporada 1992-93 fue la novena de los Clippers en la NBA en su nueva localización de Los Angeles, y la decimoquinta en el estado de California, tras moverse desde Búfalo (Nueva York), donde disputaron ocho temporadas con la denominación de los Buffalo Braves. La temporada regular acabó con 41 victorias y 41 derrotas, ocupando el séptimo puesto de la conferencia Oeste, clasificándose para los playoffs, donde cayeron en primera ronda ante Houston Rockets.

## Elecciones en elDraft
| Ronda | Puesto | Jugador        | Posición | Nacionalidad   | Universidad |
| ----- | ------ | -------------- | -------- | -------------- | ----------- |
| 1     | 16     | Randy Woods    | Base     | Estados Unidos | La Salle    |
| 1     | 25     | Elmore Spencer | Pívot    | Estados Unidos | UNLV        |

## Temporada regular
| División Pacífico        | División Pacífico | División Pacífico | División Pacífico | División Pacífico | División Pacífico | División Pacífico | División Pacífico | División Pacífico |
| Equipo                   | G                 | P                 | %                 | PD                | Casa              | Fuera             | Div               |                   |
| ------------------------ | ----------------- | ----------------- | ----------------- | ----------------- | ----------------- | ----------------- | ----------------- | ----------------- |
| y-Phoenix Suns           | 62                | 20                | .756              | —                 | 35–6              | 27–14             | 21–9              |                   |
| x-Seattle SuperSonics    | 55                | 27                | .671              | 7                 | 33–8              | 22–19             | 22–8              |                   |
| x-Portland Trail Blazers | 51                | 31                | .622              | 11                | 30–11             | 21–20             | 19–11             |                   |
| x-Los Angeles Clippers   | 41                | 41                | .500              | 21                | 27–14             | 14–27             | 15–15             |                   |
| x-Los Angeles Lakers     | 39                | 43                | .476              | 23                | 20–21             | 19–22             | 13–17             |                   |
| Golden State Warriors    | 34                | 48                | .415              | 28                | 19–22             | 15–26             | 9–21              |                   |
| Sacramento Kings         | 25                | 57                | .305              | 37                | 16–25             | 9–32              | 6–24              |                   |

## Playoffs

### Primera ronda
Houston Rockets vs. Los Angeles Clippers 
| Fecha       | Partido                                      | Ciudad      |
| ----------- | -------------------------------------------- | ----------- |
| 29 de abril | Houston Rockets 117, Los Angeles Clippers 94 | Houston     |
| 1 de mayo   | Houston Rockets 83, Los Angeles Clippers 95  | Houston     |
| 3 de mayo   | Los Angeles Clippers 99, Houston Rockets 111 | Los Ángeles |
| 5 de mayo   | Los Angeles Clippers 93, Houston Rockets 90  | Los Ángeles |
| 8 de mayo   | Houston Rockets 84, Los Angeles Clippers 80  | Houston     |
|             | Houston Rockets gana las series 3-2          |             |

## Estadísticas

### Temporada regular
| Rk | Jugador          | Edad | P  | PT | MP   | TC  | TCI  | %TC  | T3  | T3I | %T3  | TL  | TLI | %TL  | RO  | RD  | RT  | AS  | RB  | TAP | BP  | FP  | PTS  |
| -- | ---------------- | ---- | -- | -- | ---- | --- | ---- | ---- | --- | --- | ---- | --- | --- | ---- | --- | --- | --- | --- | --- | --- | --- | --- | ---- |
| 1  | Mark Jackson     | 27   | 82 | 81 | 38.0 | 5.6 | 11.5 | .486 | 0.3 | 1.0 | .268 | 2.9 | 3.7 | .803 | 1.6 | 3.2 | 4.7 | 8.8 | 1.7 | 0.1 | 2.7 | 1.9 | 14.4 |
| 2  | Ron Harper       | 29   | 80 | 77 | 37.1 | 6.8 | 15.0 | .451 | 0.7 | 2.3 | .280 | 3.8 | 5.0 | .769 | 1.5 | 3.9 | 5.3 | 4.5 | 2.2 | 0.9 | 2.8 | 2.7 | 18.0 |
| 3  | Danny Manning    | 26   | 79 | 77 | 34.9 | 8.9 | 17.5 | .509 | 0.1 | 0.4 | .267 | 4.9 | 6.1 | .802 | 2.5 | 4.1 | 6.6 | 2.6 | 1.4 | 1.3 | 2.9 | 4.1 | 22.8 |
| 4  | Ken Norman       | 28   | 76 | 71 | 32.6 | 6.6 | 12.8 | .511 | 0.1 | 0.5 | .263 | 1.7 | 2.9 | .595 | 2.8 | 4.8 | 7.5 | 2.2 | 0.8 | 0.8 | 1.6 | 2.1 | 15.0 |
| 5  | Stanley Roberts  | 22   | 77 | 76 | 23.6 | 4.9 | 9.2  | .527 | 0.0 | 0.0 |      | 1.6 | 3.2 | .488 | 2.4 | 3.9 | 6.2 | 0.8 | 0.4 | 1.8 | 1.6 | 4.3 | 11.3 |
| 6  | John Williams    | 26   | 74 | 8  | 22.1 | 2.8 | 6.4  | .430 | 0.2 | 0.7 | .226 | 0.9 | 1.7 | .543 | 1.2 | 3.1 | 4.3 | 1.9 | 1.1 | 0.3 | 1.1 | 2.5 | 6.6  |
| 7  | Gary Grant       | 27   | 74 | 8  | 21.9 | 2.8 | 6.4  | .441 | 0.1 | 0.6 | .262 | 0.7 | 1.0 | .743 | 0.4 | 1.5 | 1.9 | 4.8 | 1.4 | 0.1 | 1.7 | 2.3 | 6.6  |
| 8  | Loy Vaught       | 24   | 79 | 4  | 20.9 | 4.0 | 7.8  | .508 | 0.0 | 0.1 | .250 | 1.5 | 2.0 | .748 | 2.1 | 4.2 | 6.2 | 0.7 | 0.7 | 0.5 | 1.1 | 2.2 | 9.4  |
| 9  | Lester Conner    | 33   | 31 | 0  | 13.6 | 0.9 | 2.0  | .452 | 0.0 | 0.0 |      | 0.6 | 0.6 | .947 | 0.5 | 1.1 | 1.6 | 2.1 | 1.1 | 0.1 | 0.7 | 1.3 | 2.4  |
| 10 | Kiki Vandeweghe  | 34   | 41 | 3  | 12.0 | 2.2 | 5.0  | .453 | 0.3 | 0.9 | .324 | 1.4 | 1.6 | .879 | 0.3 | 0.9 | 1.2 | 0.6 | 0.3 | 0.2 | 0.5 | 1.1 | 6.2  |
| 11 | Jaren Jackson    | 25   | 34 | 0  | 10.3 | 1.6 | 3.8  | .414 | 0.1 | 0.1 | .400 | 0.7 | 0.8 | .852 | 0.6 | 0.6 | 1.1 | 1.0 | 0.6 | 0.1 | 0.5 | 1.3 | 3.9  |
| 12 | Duane Washington | 28   | 4  | 0  | 7.0  | 0.0 | 1.3  | .000 | 0.0 | 0.0 |      | 0.0 | 0.0 |      | 0.0 | 0.5 | 0.5 | 1.3 | 0.3 | 0.0 | 0.5 | 0.5 | 0.0  |
| 13 | Elmore Spencer   | 23   | 44 | 4  | 6.4  | 1.0 | 1.9  | .537 | 0.0 | 0.0 |      | 0.4 | 0.7 | .500 | 0.4 | 1.0 | 1.4 | 0.2 | 0.2 | 0.4 | 0.6 | 1.2 | 2.4  |
| 14 | Randy Woods      | 22   | 41 | 1  | 4.2  | 0.6 | 1.6  | .348 | 0.1 | 0.3 | .214 | 0.5 | 0.6 | .731 | 0.1 | 0.2 | 0.3 | 1.0 | 0.3 | 0.0 | 0.4 | 0.6 | 1.7  |
| 15 | Alex Stivrins    | 30   | 1  | 0  | 1.0  | 0.0 | 1.0  | .000 | 0.0 | 0.0 |      | 0.0 | 0.0 |      | 0.0 | 0.0 | 0.0 | 0.0 | 0.0 | 0.0 | 0.0 | 0.0 | 0.0  |

### Playoffs
| Rk | Jugador         | Edad | P | PT | MP   | TC  | TCI  | %TC  | T3  | T3I | %T3   | TL  | TLI | %TL   | RO  | RD  | RT  | AS  | RB  | TAP | BP  | FP  | PTS  |
| -- | --------------- | ---- | - | -- | ---- | --- | ---- | ---- | --- | --- | ----- | --- | --- | ----- | --- | --- | --- | --- | --- | --- | --- | --- | ---- |
| 1  | Mark Jackson    | 27   | 5 | 5  | 37.6 | 5.6 | 12.8 | .438 | 0.2 | 0.4 | .500  | 3.8 | 4.4 | .864  | 1.6 | 4.2 | 5.8 | 7.6 | 1.6 | 0.2 | 2.6 | 1.6 | 15.2 |
| 2  | Ron Harper      | 29   | 5 | 5  | 34.8 | 7.4 | 15.6 | .474 | 1.0 | 2.0 | .500  | 2.2 | 3.4 | .647  | 0.8 | 3.2 | 4.0 | 3.2 | 3.0 | 2.0 | 2.2 | 1.4 | 18.0 |
| 3  | Danny Manning   | 26   | 5 | 5  | 34.2 | 7.0 | 17.0 | .412 | 0.0 | 0.4 | .000  | 4.2 | 5.2 | .808  | 2.4 | 4.8 | 7.2 | 1.6 | 1.4 | 1.0 | 2.6 | 3.8 | 18.2 |
| 4  | Ken Norman      | 28   | 5 | 5  | 32.8 | 5.0 | 13.4 | .373 | 0.6 | 1.6 | .375  | 2.2 | 4.4 | .500  | 2.8 | 5.4 | 8.2 | 2.4 | 0.8 | 0.0 | 0.2 | 1.6 | 12.8 |
| 5  | Stanley Roberts | 22   | 5 | 5  | 29.8 | 5.2 | 10.0 | .520 | 0.0 | 0.2 | .000  | 1.0 | 3.6 | .278  | 3.4 | 4.8 | 8.2 | 0.2 | 0.6 | 0.6 | 2.0 | 4.8 | 11.4 |
| 6  | Gary Grant      | 27   | 5 | 0  | 20.2 | 2.0 | 6.2  | .323 | 0.0 | 0.0 |       | 0.2 | 0.4 | .500  | 0.2 | 0.2 | 0.4 | 4.6 | 0.6 | 0.0 | 1.4 | 2.6 | 4.2  |
| 7  | John Williams   | 26   | 5 | 0  | 19.6 | 0.8 | 3.6  | .222 | 0.4 | 0.6 | .667  | 0.2 | 0.4 | .500  | 1.0 | 1.8 | 2.8 | 1.4 | 1.0 | 0.0 | 1.2 | 3.4 | 2.2  |
| 8  | Loy Vaught      | 24   | 3 | 0  | 16.7 | 2.0 | 5.0  | .400 | 0.0 | 0.0 |       | 1.3 | 1.7 | .800  | 1.3 | 4.7 | 6.0 | 0.0 | 1.3 | 0.3 | 1.0 | 2.3 | 5.3  |
| 9  | Lester Conner   | 33   | 5 | 0  | 12.8 | 1.8 | 2.4  | .750 | 0.2 | 0.2 | 1.000 | 0.4 | 0.4 | 1.000 | 0.6 | 0.8 | 1.4 | 2.0 | 0.6 | 0.2 | 0.0 | 1.0 | 4.2  |
| 10 | Kiki Vandeweghe | 34   | 1 | 0  | 9.0  | 2.0 | 6.0  | .333 | 0.0 | 0.0 |       | 0.0 | 0.0 |       | 0.0 | 0.0 | 0.0 | 1.0 | 1.0 | 0.0 | 1.0 | 0.0 | 4.0  |
| 11 | Jaren Jackson   | 25   | 4 | 0  | 7.0  | 1.3 | 3.3  | .385 | 0.0 | 0.3 | .000  | 0.0 | 0.0 |       | 1.0 | 0.3 | 1.3 | 0.5 | 0.5 | 0.0 | 0.8 | 1.5 | 2.5  |
| 12 | Elmore Spencer  | 23   | 2 | 0  | 2.0  | 0.0 | 1.0  | .000 | 0.0 | 0.0 |       | 0.0 | 0.0 |       | 0.5 | 0.0 | 0.5 | 0.0 | 0.0 | 0.0 | 0.0 | 0.5 | 0.0  |

## Galardones y récords
| Jugador       | Galardón |
| Danny Manning | All-Star |